# Хачатрян Арутюн Рубенович (лікар)
 Арутюн Рубенович Хачатрян (вірм. Հարություն Ռուբենի Խաչատրյան, 5 квітня 1915, Карахан-беклу, Ериванська губернія — 23 листопада 1985, Єреван, Вірменська РСР) — радянський лікар вірменського походження, учасник Другої світової війни, за подвиг, здійснений в полоні, відзначений званням «Праведник народів світу».

## Життєпис
Народився 5 квітня 1915 року в селі Карахан-беклу. Навчався в місцевій сільській школі. У 1934 році переїхав до Єревану і вступив до Єреванського державного медичного інституту. Після закінчення навчання з 1939 року служив у Робітничо-селянській Червоній Армії. У 1940 році брав участь у Радянсько-фінській війні.
У червні 1941 року з початком Німецько-радянської війни на залізничному вокзалі в Москва в очікуванні вирушення на фронт познайомився з офіцером єврейського походження Йосипом Коганом з міста Старокостянтинова. Надалі це знайомство зіграло важливу роль в житті обох.
В Великих Луках, де Арутюн Хачатрян працював у військовому госпіталі, він у серпні 1941 року потрапив у полон і вважався зниклим безвісти. У таборі військовополонених він знову зустрів пораненого Йосипа Когана і допоміг йому приховати його національність. Після обробки рани Когана Хачатрян забрав у нього всі документи, листи, фото і сказав, що Коган повинен називати себе вірменином Маркосяном Михайлом Айкасовичем. А щоб він не забув своє нове прізвище, Хачатрян написав його на долоні його правої руки хімічним олівцем. Надалі він вчив Когана вірменської мови та послав іншу людину замість Когана на медогляд, щоб приховати факт обрізання. Йосипу Когану вдалося вижити завдяки допомозі Хачатряна та інших військовополонених вірменської національності. Надалі Хачатрян працював лікарем у різних таборах для військовополонених у складі східних легіонів.
У 1946 році повернувся до Вірменії, де в 1946—1949 роках працював головним лікарем в одній з районних лікарень. У 1949 році за звинуваченням у зраді був засуджений до смертної кари, яку згодом замінили на 25 років позбавлення волі. Ув'язнення відбував в Норильську. У 1956 році звільнений, повернувся в Єреван, одружився.
Був реабілітований в середині 1960-х. У 1956—1984 роках працював лікарем у поліклініці № 17 міста Єревана. За даними його дочки, Рубіни, у віці 53 років захистив дисертацію.
Вперше після війни Коган і Хачатрян зустрілися в 1983 році в Єревані, до цього тільки листувалися.
У 1985 році в Арутюн Хачатрян був нагороджений орденом Вітчизняної війни I ступеня, того ж року він помер у Єревані. Йосип Коган емігрував до Ізраїлю.
У вересні 2013 року ізраїльським Інститутом Катастрофи і Героїзму «Яд ва-Шем» за порятунок Йосипа Когана Арутюну Хачатряну було надане почесне звання «Праведник народів світу». За даними вірменського новинного сайту lurer.com, Арутюн Хачатрян є єдиним громадянином Республіки Вірменія, якому надане це звання. 4 лютого 2014 року на церемонії нагородження в Єревані посол Ізраїлю у Вірменії Шмуель Мейром вручив медаль і почесну грамоту праведника внучці Хачатряна — вірменській співачці Ганні Хачатрян. Міжнародний фонд Рауля Валленберга нагородив Арутюна Хачатряна медаллю Рауля Валленберга.